# Rivière Fyne
Pour les articles homonymes, voir Fyne.
La Fyne est une rivière de l'Argyll and Bute en Écosse.

## Description
Elle prend sa source à l'est du loch Shira dans le glen Shira et se jette dans le loch Fyne après avoir traversé le hameau de Inverchorachan.
La rivière est connue par sa pêche aux saumons. 